# Wolfgang Schomburg
Wolfgang Schomburg (* 9. April 1948 in Berlin-Spandau) ist ein deutscher Jurist und war von November 2001 bis November 2008 der erste deutsche Richter am Internationalen Strafgerichtshof für das ehemalige Jugoslawien in Den Haag. Ebenfalls war er Richter am Internationalen Strafgerichtshof für Ruanda in Arusha, Tansania.

## Leben
Wolfgang Schomburg studierte Rechtswissenschaften an der Freien Universität Berlin, wo er 1971 sein erstes Staatsexamen ablegte. Das zweite Staatsexamen folgte 1974.
Zunächst arbeitete er als Staatsanwalt und später auch als Richter in Berlin. Während dieser Zeit war er u. a. auch zum Bundestag in Bonn abgeordnet und Beigeordneter bei der Bundesanwaltschaft.
Schomburg war zwischen 1989 und 1991 Justizstaatssekretär in Berlin, anschließend war er von 1991 bis 1995 als Rechtsanwalt tätig. Von 1995 bis 2001 war er Richter am Bundesgerichtshof in Karlsruhe. Im März 2009 wurde Schomburg mit dem Großen Verdienstkreuz ausgezeichnet.
Er ist Mitglied im Präsidium der Deutschen Gesellschaft für die Vereinten Nationen.
Seit 2009 ist Wolfgang Schomburg als of counsel für die Münchner Rechtsanwaltskanzlei Ufer und zudem als Honorarprofessor der Rechtswissenschaft an der Durham University (Vereinigtes Königreich) tätig und lehrt dort seitdem internationale Rechtshilfe in Strafsachen. Im Jahr 2013 wurde ihm der Titel eines „Doctor of Civil Law“ h. c. verliehen. Im Jahr 2018 ist er einer von mehreren Rechtsanwälten, die für den ehemaligen katalanischen Präsidenten Carles Puigdemont in dem Auslieferungsverfahren vor dem OLG Schleswig tätig sind.